# Девизная лента
Девизная лента (нем. Zettel — полоска, ярлык) — узкая лента или полоска, на которой написан гербовый девиз.

## История
Имеются две версии о происхождении девизных лент:
1. в европейской геральдике, со времён Средневековья, венок рассматривался как символ бессмертия. После смерти или гибели рыцаря, у которого не оставалось потомков мужского пола, венок включался в герб его вдовы или дочери, как указывающее дополнение, что герб женский. Для того, чтобы отличать венки вдов разных родов, их перевязывали лентами, соответствующими гербовым цветам умершего рыцаря. Так сложилась практика гербового венка; ветки растения, составляющие его, должны быть обязательно перевиты лентами, цвет которых соответствовал бы национальным, государственным цветам или, в родовых гербах, цвету данного дворянского рода; оттуда они перекочевали в девизную ленту, в память о погибших и умерших предках с их боевыми кличами или девизами;
2. рыцари, совершавшие крестовые походы, носили на голове от палящего солнца бурелет, изготовленный из нескольких видов ткани в цвета гербового щита, которые свисали с головы разноцветными лентами. В память о крестовых походах, данные цвета с их девизами (боевыми кличами) стали появляться в гербах и впоследствии оформились в виде девизных лент. Старшие в своём роде имели нарисованную девизную ленту над гербом, остальные под ним[1][2].

В русской геральдике, девизные ленты появились в XVIII веке, надписи на них сперва были на латинском языке, а впоследствии только на русском.

## Блазонирование
По геральдическим правилам, девизная лента располагается вне герба, чаще всего под гербом, внизу, реже над гербом, иногда изображается в виде полувенка вокруг герба, и крайне редко в виде каймы вокруг гербового щита. Исключительным является расположение девизной ленты в щите, отмечено лишь в гербе Франции, что было предпринято с целью особо подчеркнуть, что девиз «Свобода, Равенство и Братство» был первым в мире выдвинут именно во Франции.
Цвета девизной ленты строго определены: в родовых, личных и государственных гербах — это белый (серебряный) или под цвет поля гербового щита, на котором чётко виден чёрный шрифт девиза. В гербах Республик девизная лента чаще всего имеет национальные цвета (или один цвет) государственного флага, либо может оставаться белой. При этом цвет букв (надписи) на девизной ленте должен соответствовать цвету главной гербовой фигуры. Девизная лента, расположенная внизу под щитом, может служить постаментом для щитодержателей.
Девизные ленты могут быть многоцветными (гвардейская, георгиевская ленты и др.) или повторять все цвета национального флага, включать в себя элементы национального орнамента. На практике применяется мало, так как тогда плохо различим шрифт самого девиза и поэтому к такому приёму прибегают редко.
На военных орденах и медалях в качестве девизной ленты применяют георгиевскую (гвардейскую) ленту.
В СССР девизная лента была красная, обвивала гербовый венок и имела пятнадцать перехватов, по числу союзных республик, расположенных симметрично на правой и левой сторонах.
В Российской Федерации девизная лента определена трёхцветной, как её национальный флаг.